# Zeche Mecklingsbänker Erbstollen
Die Zeche Mecklingsbänker Erbstollen ist ein ehemaliges Steinkohlenbergwerk in Essen-Steele-Horst. Die Zeche war auch unter den Namen Zeche Mecklingsbänker Erbstolln I und II oder Zeche Mecklingsbänker Erbstolln bekannt. Der Stollen war lange Jahre einer der bedeutendsten in der Region.

## Geschichte
Im Jahr 1786 wurde vermutlich eine Mutung auf das Erbstollenrecht eingelegt. Ob das Erbstollenrecht verliehen wurde, ist nicht bekannt. Am 21. Oktober des Jahres 1833 wurden die beiden Längenfelder Mecklingsbänker Erbstolln Nr. I und Nr. II, auch genannt Mecklingsbank nach Osten und nach Westen, verliehen. Im Juli des Jahres 1838 wurde das Bergwerk in Betrieb genommen. Es wurde eine Grundstrecke angesetzt und aufgefahren. Der Stollen wurde am Hof Feldmann angesetzt und reichte bis nahe an den Bahnhof Essen-Steele-West. Der Stollen hatte eine Gesamtlänge von 1,8 Kilometern. Der Einstiegsschacht des Stollens befand sich am Hof Feldmann. Im selben Jahr wurde mit dem Abbau im Feld Mecklingsbänker Erbstollen begonnen. Im Jahr 1840 wurde ein Kohlenniederlage an der Ruhr erstellt. Im Jahr 1843 wurde der Mecklingsbänker Erbstollen vermutlich mit der Zeche Mecklingsbank vereinigt. Im Jahr 1846 war das Bergwerk nachweislich in Betrieb. Im Jahr 1849 stieß man bei der Auffahrung im Südflügel auf Bleierz. Ob das Bleierz abgebaut wurde, ist nicht bekannt. Im Jahr 1854 begann damit bei der Streckenförderung Grubenpferde einzusetzen. Das Bergwerk gehörte zu dieser Zeit zum Bergamtsbezirk Bochum. Im Jahr 1856 konsolidierte die Zeche Mecklingsbänker Erbstollen unterhalb der Erbstollensohle teilweise zur Zeche Eintracht Tiefbau. In den Jahren 1861 bis 1867 war das Bergwerk in Betrieb. Im Jahr 1861 wurde in den Flözen No. 2, 4, 5, 7, 8 und 10 abgebaut. Abgebaut wurde im Pfeilerbau, allerdings benötigte man, bedingt durch das brächige Hangende, eine aufwendige und somit teure Zimmerung. Das Bergwerk gehörte zu dieser Zeit zum Bergrevier Steele. Im Jahr 1862 war das Bergwerk, aufgrund der günstigen geologischen Verhältnisse, regelmäßig in Betrieb. Auf dem Nordflügel wurde ein Querschlag von Flöz No. 10. nach Flöz No. 11. aufgefahren. Ab dem Jahr 1869 wurde das Bergwerk auch Zeche Mecklingsbank genannt. Im Jahr 1874 war die Lagerstätte fast erschöpft, es fand nur noch Restabbau statt. Im Jahr 1877 war die Lagerstätte oberhalb der Stollensohle abgebaut, aus diesem Grund wurde die Zeche Mecklingsbänker Erbstollen im März desselben Jahres stillgelegt. Im Jahr 1897 wurde die Berechtsame der Zeche Vereinigte Charlotte zugeschlagen.

## Förderung und Belegschaft
Die ersten Förderzahlen werden für das Jahr 1838 genannt, in dem Jahr wurden 6555 ⅞ preußische Tonnen Steinkohle gefördert. Im Jahr 1840 wurden 65.875 preußische Tonnen Steinkohle gefördert. Im Jahr 1842 lag die Förderung bei 56.991 preußischen Tonnen Steinkohle. Im Jahr 1850 wurden 22.516 Tonnen Steinkohle gefördert. Die ersten bekannten Belegschaftszahlen stammen aus dem Jahr 1854, in diesem Jahr waren 154 Bergleute auf dem Bergwerk beschäftigt. In diesem Jahr wurde auch die maximale Förderung des Bergwerks erbracht, es wurden 32.206 Tonnen Steinkohle gefördert. Im Jahr 1855 wurden mit 121 Bergleuten 137.671 ⅝ preußische Tonnen Steinkohle gefördert. Im Jahr darauf wurden mit 108 Bergleuten 150.642 preußische Tonnen Steinkohle gefördert. Im Jahr 1862 sank die Förderung unter 150.000 preußische Tonnen Steinkohle. Im Jahr 1865 wurden 25.700 Tonnen Steinkohle gefördert. Im Jahr 1867 lag die Förderung bei 21.492 Tonnen Steinkohle. Im Jahr 1869 wurden 21.627 Tonnen Steinkohle gefördert. Im Jahr 1870 wurden mit 85 Bergleuten 22.230 Steinkohle gefördert. Im Jahr 1872 lag die Förderung bei 22.257 Tonnen Steinkohle, diese Förderung wurde von 77 Bergleuten erbracht. Die letzten bekannten Förder- und Belegschaftszahlen des Bergwerks stammen aus dem Jahr 1875, es wurden von 39 Bergleuten 10.286 Tonnen Steinkohle gefördert.